# Сенково (Вармінсько-Мазурське воєводство)
Сенково (пол. Sękowo, нім. Schönkau) — село в Польщі, у гміні Дзялдово Дзялдовського повіту Вармінсько-Мазурського воєводства.
Населення — 86 осіб (2011).
У 1975-1998 роках село належало до Цехановського воєводства.

## Демографія
Демографічна структура станом на 31 березня 2011 року:
|          | Загалом | Допрацездатний вік | Працездатний вік | Постпрацездатний вік |
| -------- | ------- | ------------------ | ---------------- | -------------------- |
| Чоловіки | 44      | 14                 | 26               | 4                    |
| Жінки    | 42      | 13                 | 20               | 9                    |
| Разом    | 86      | 27                 | 46               | 13                   |